# Lorran de Oliveira Quintanilha
Lorran de Oliveira Quintanilha (Armação dos Búzios, 28 gennaio 1996) è un calciatore brasiliano, difensore della Dinamo Tirana.

## Caratteristiche tecniche
È un terzino sinistro fluidificante, che può giocare anche a centrocampo.

## Carriera

### Nazionale
Nel 2015 è stato convocato dal Brasile per disputare il campionato sudamericano Under-20.

## Statistiche

### Presenze e reti nei club
Statistiche aggiornate al 27 marzo 2025.
| Stagione             | Squadra              | Campionato           | Campionato | Campionato | Coppe nazionali | Coppe nazionali | Coppe nazionali | Coppe continentali | Coppe continentali | Coppe continentali | Altre coppe | Altre coppe | Altre coppe | Totale | Totale |
| Stagione             | Squadra              | Comp                 | Pres       | Reti       | Comp            | Pres            | Reti            | Comp               | Pres               | Reti               | Comp        | Pres        | Reti        | Pres   | Reti   |
| -------------------- | -------------------- | -------------------- | ---------- | ---------- | --------------- | --------------- | --------------- | ------------------ | ------------------ | ------------------ | ----------- | ----------- | ----------- | ------ | ------ |
| 2018-2019            | Pafos                | AK                   | 8          | 0          | CC              | 0               | 0               | -                  | -                  | -                  | -           | -           | -           | 8      | 0      |
| gen.-giu. 2021       | Bylis Ballsh         | KS                   | 23         | 0          | CA              | 0               | 0               | -                  | -                  | -                  | -           | -           | -           | 23     | 0      |
| 2021-2022            | Bylis Ballsh         | KP                   | 26         | 3          | CA              | 2               | 0               | -                  | -                  | -                  | -           | -           | -           | 28     | 3      |
| 2022-2023            | Bylis Ballsh         | KS                   | 34         | 0          | CA              | 2               | 0               | -                  | -                  | -                  | -           | -           | -           | 36     | 0      |
| Totale Bylis Ballsh  | Totale Bylis Ballsh  | Totale Bylis Ballsh  | 83         | 3          |                 | 4               | 0               |                    | -                  | -                  |             | -           | -           | 87     | 3      |
| 2023-2024            | Dinamo Tirana        | KS                   | 36         | 0          | CA              | 3               | 0               | -                  | -                  | -                  | -           | -           | -           | 39     | 0      |
| 2024-2025            | Dinamo Tirana        | KS                   | 31         | 2          | CA              | 2               | 0               | -                  | -                  | -                  | -           | -           | -           | 33     | 2      |
| Totale Dinamo Tirana | Totale Dinamo Tirana | Totale Dinamo Tirana | 67         | 2          |                 | 5               | 0               |                    | -                  | -                  |             | -           | -           | 72     | 2      |
| Totale carriera      | Totale carriera      | Totale carriera      | 158        | 5          |                 | 9               | 0               |                    | -                  | -                  |             | -           | -           | 167    | 5      |

## Palmarès

### Club

#### Competizioni statali
- Campionato Carioca: 2

Vasco da Gama: 2015, 2016

#### Competizioni nazionali
- Kategoria e Parë: 1

Bylis Ballsh: 2021-2022
- Coppa d'Albania: 1

Dinamo Tirana: 2024-2025